# Mohamed Herida
Mohamed Herida (en arabe : محمد هريدة) né le 28 mars 1988 à Alger, est un footballeur algérien. Il évolue au poste de défenseur central.

## Biographie
Mohamed Herida joue principalement en faveur du CR Belouizdad et du NA Hussein Dey.
Il dispute au cours de sa carrière, plus de 100 matchs en première division algérienne.
Il participe avec l'équipe de Belouizdad, à la Coupe de la confédération en 2010.
participation en cours d’arabe Avec le Nahd Hussein day en (2017)

## Palmarès
CR Belouizdad
- Championnat d'Algérie (1) :
  - Champion : 2019-20.

- Coupe d'Algérie (2) :
  - Vainqueur : 2008-09 et 2018-19.

 NA Hussein Dey
- Coupe d'Algérie :
  - Finaliste : 2015-16.